# Verkeerspark (Plopsaland Belgium)
Het Verkeerspark (voorheen bekend als De Buurtpolitie Verkeerspark) is een attractie in het Belgische attractiepark Plopsaland Belgium. De attractie opende op 2 april 2007.
Kinderen tussen 85 centimeter en 1,40 meter kunnen de attractie betreden. Het is steeds toegelaten dat een volwassene het kind begeleidt door naast het wagentje te lopen. Er mag slechts een kind plaatsnemen in het voertuig, ook mag er geen volwassene bij het kind zitten.
De kinderen nemen plaats in een van de elektrisch aangestuurde wagentjes. Door middel van het pedaal kunnen ze gas geven zodat het autootje vooruit gaat. Ze kunnen zelf rondrijden doorheen het parcours door simpelweg te draaien aan het stuur en gas te geven. Doorheen het parcours staan verkeersborden en verkeerslichten opgesteld. Zo kunnen de kinderen spelenderwijs kennismaken met de verkeersregels.

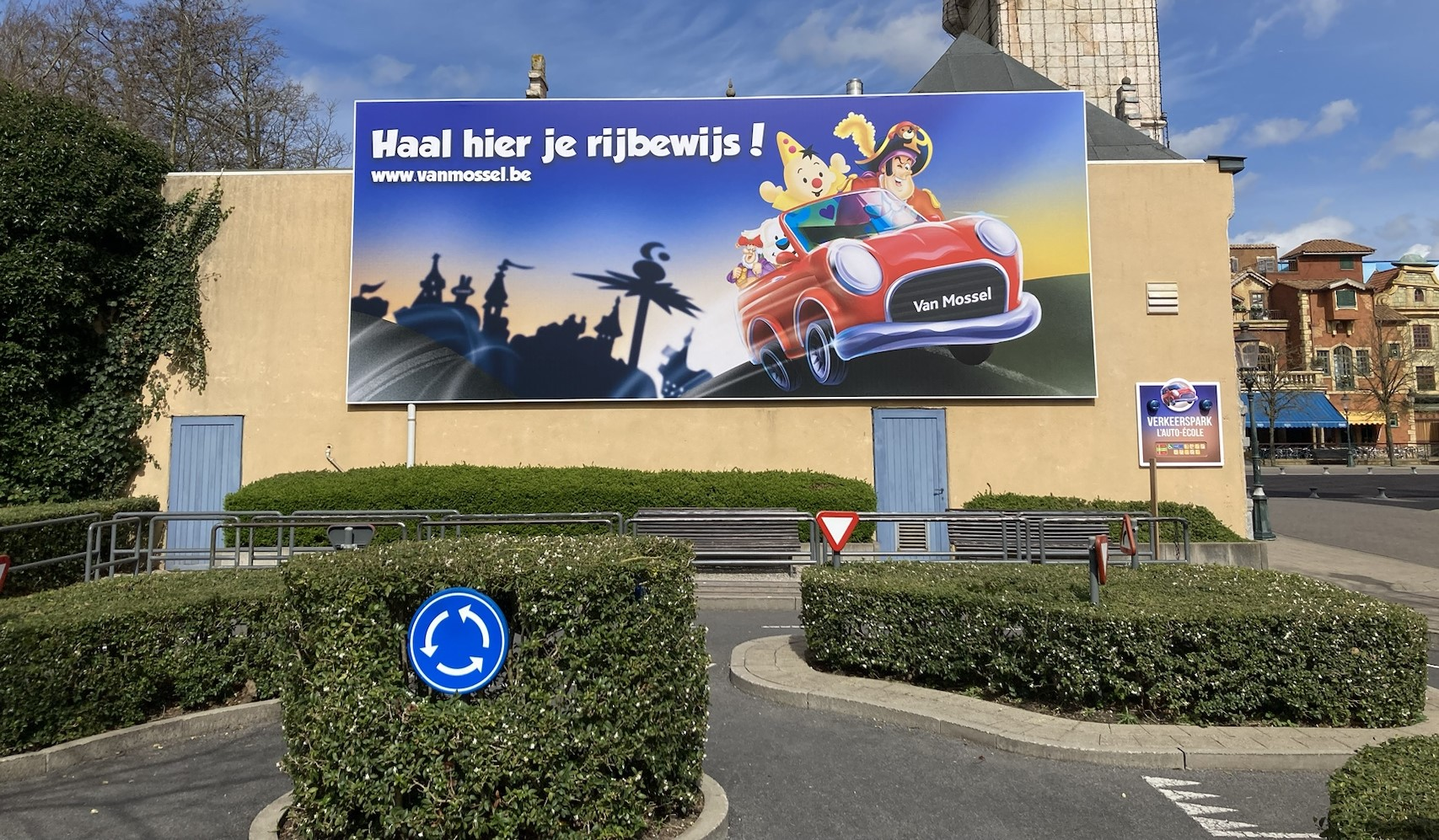
Het spandoek dat sinds de start van de paasvakantie 2024 boven de attractie hangt.

De operator van de attractie kan zelf bepalen wat de duur van de rit is, afhankelijk van de drukte in het park en de wachttijd. Verder heeft de operator de mogelijkheid om de wagentjes na bepaalde tijd op de laden aan de lader in de garage. Daar staan tevens meerdere wagens op te laden zodat nooit alle wagens op het parcours staan. De wagens kunnen gewisseld worden indien de batterij van een wagentje (bijna) leeg is.
Nabij deze attractie ligt de Verkeersklas, dit lokaal biedt op heden de mogelijkheid om verkeersklassen op aanvraag te houden voor scholen in de maanden april, mei en juni. Dit lokaal heeft vroeger nog andere functies gehad, denk aan een klaslokaaltje waar kinderen vrij konden binnenlopen en verschillende verkeersborden konden ontdekken.

## Sluiting
In juni 2025 raakte bekend dat Plopsa van plan is het Verkeerspark te sluiten voor de bouw van een nieuwe attractie, een flying theater.

## Trivia
- Bij de opening van de attractie was er nog geen sprake van elektrisch aangedreven wagentjes, toen waren het nog go-carts waarbij de kinderen zelf moesten trappen op de pedalen.[2]
- De attractie ligt tegenover de Plopsa Winkel, dat is tevens de plaats waar het voormalige Verkeerspark gelegen was.

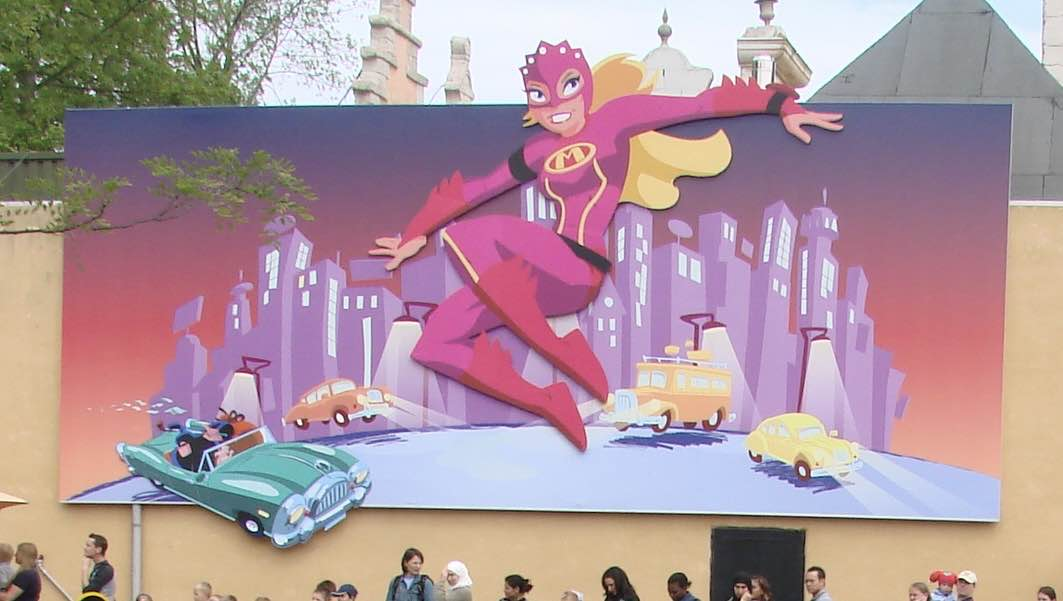
Spandoek 'Mega Mindy Verkeerspark' (2007)

Afbeeldingen